# Sympagurus dofleini
Sympagurus dofleini är en kräftdjursart som först beskrevs av Heinrich Balss 1912.  Sympagurus dofleini ingår i släktet Sympagurus och familjen Parapaguridae. Inga underarter finns listade i Catalogue of Life.